# Nicolas IV de Neufville de Villeroy
Nicolas IV de Neufville, né en 1542 ou 1543 à Paris et mort le 12 décembre 1617 à Rouen, marquis de Villeroy, est un homme d'État français, secrétaire d'État pendant les guerres de religion, puis principal ministre de la régente Marie de Médicis.
Il fit une très longue carrière ministérielle, d'abord en tant que secrétaire particulier et familier de Charles IX, puis en tant que conseiller influent d'Henri III. Spécialisé dans les affaires étrangères, il devint sous Henri IV, le principal ministre après Sully dont il provoqua la chute en février 1611. Sa prééminence ministérielle fut elle-même mise en difficulté par Sillery à partir de 1614.

## Biographie
Nicolas IV de Neufville est le fils de Nicolas III « Legendre » de Neufville,, seigneur de Villeroy et de Jeanne Prudhomme, fille de Guillaume Prudhomme, seigneur de Fontenay-en-Brie, qui fut trésorier de l'épargne, puis trésorier de France. Bienfaiteur de Magny-en-Vexin, dont il fit réparer les murailles à ses frais et à laquelle il fit attribuer le titre de ville. Bienfaiteur également de l'église Notre-Dame-de-la-Nativité.
Il fut élève du collège de Navarre.Le 16 juin 1559, il est nommé Secrétaire des finances En juin 1559, il est reçu conseiller notaire et secrétaire du roi.

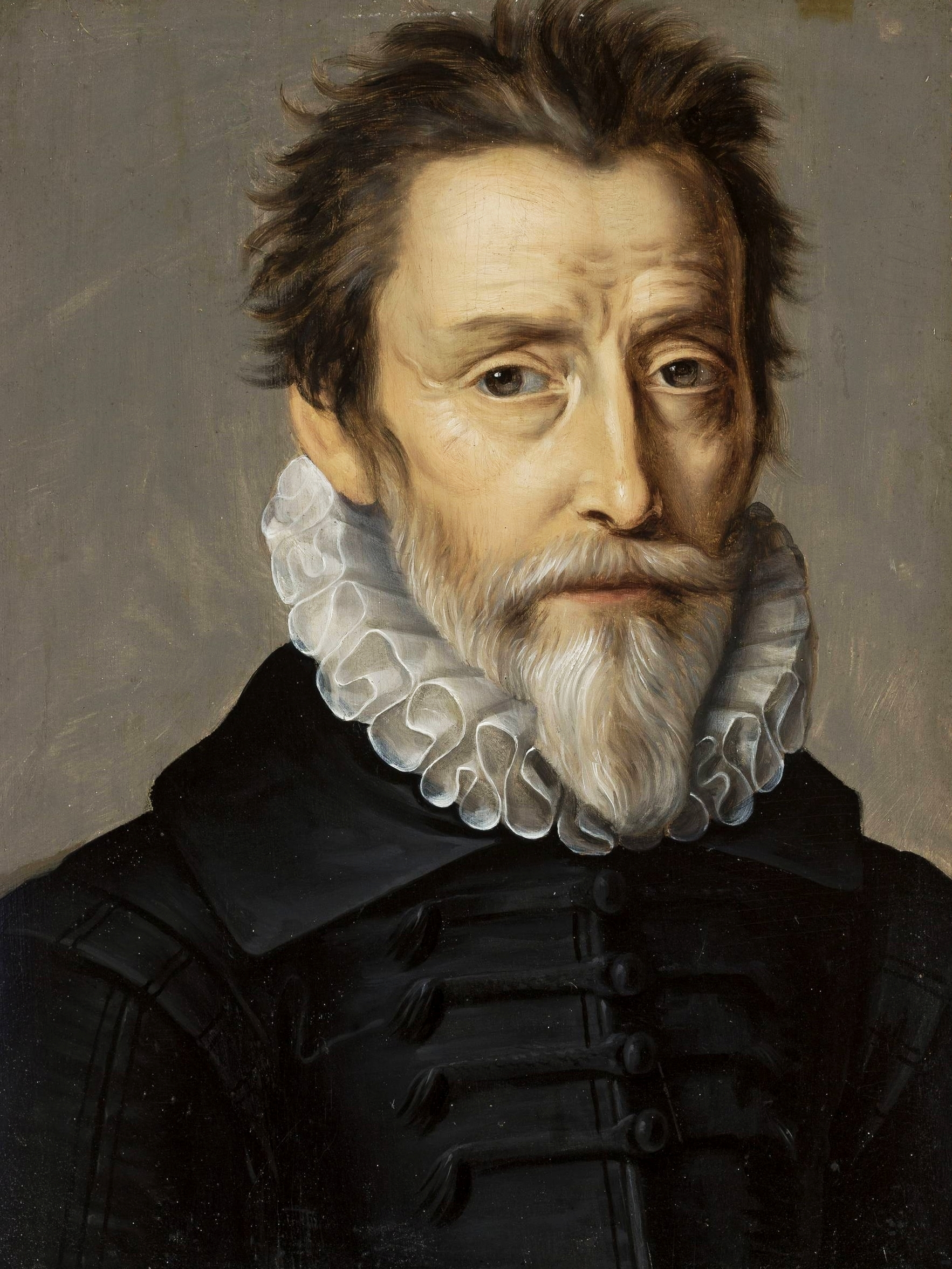
Nicolas de Neufville, portrait par Pierre Dumonstier, musée national de Varsovie, vers 1590.

Entre le 11 novembre 1567 et le 8 septembre 1588 il est Secrétaire d’État en survivance de son beau-père, Claude II de L'Aubespine. Catholique zélé, apprécié par Henri IV, il penche pour un rapprochement avec l'Espagne mais en évitant de rompre avec les Pays protestants. 
- 1577 : Négociateur pour la paix de Bergerac[8]
- 21 décembre 1578-1588 : Trésorier des ordres du roi[9]
- 1580 : Négociateur pour la paix de Fleix

Il adhéra à la Ligue qu'il quitta lors de la conversion de Henri IV.
En 1593, il est commissaire à la conférence de Suresnes
Du 30 décembre 1594 à 1617, il est à la fois Secrétaire d’État de la Guerre et Secrétaire d'État des affaires étrangères.
En janvier 1615, la terre, la seigneurie et la châtellenie de Villeroy sont érigées en marquisat.

## Union et postérité

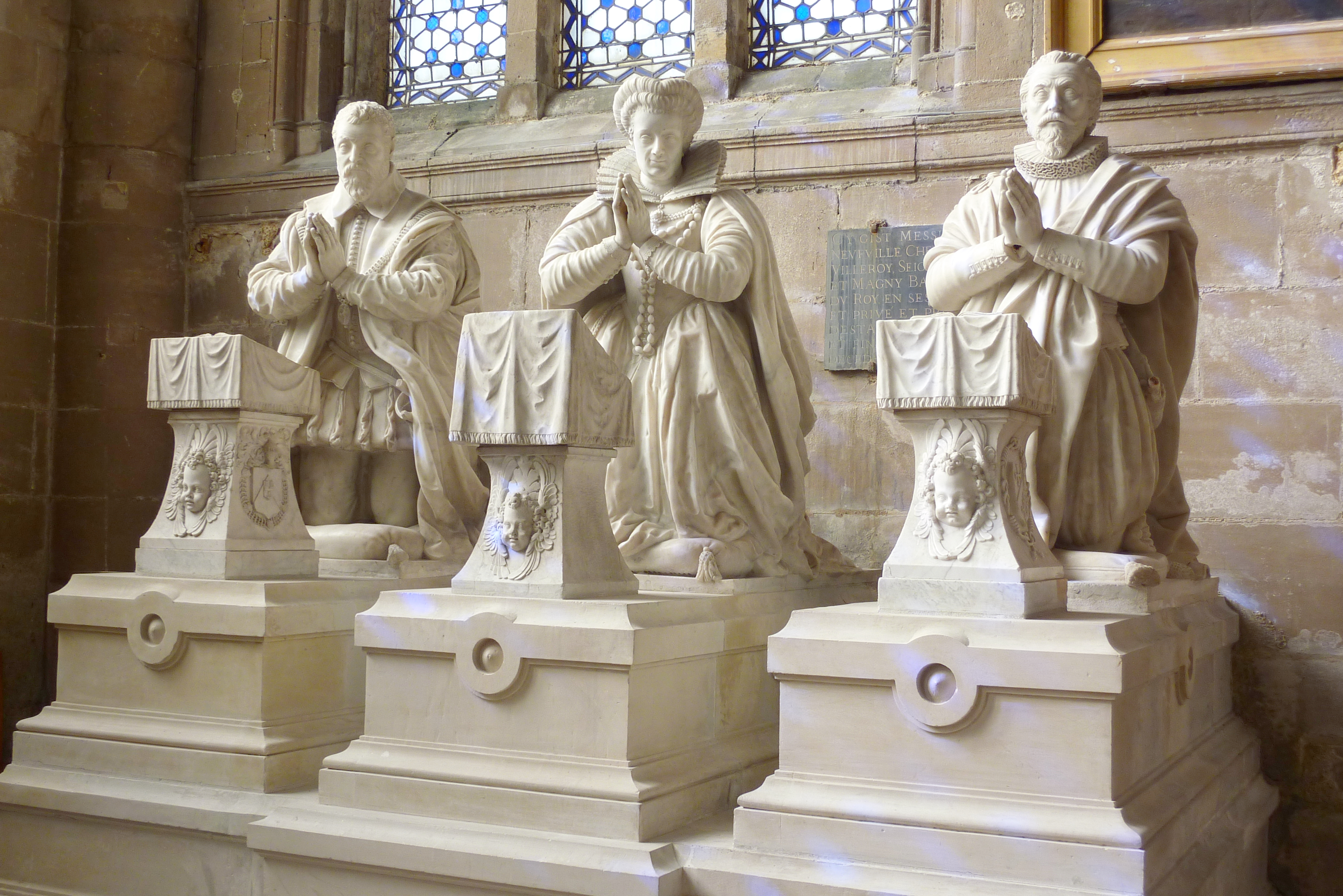
Statues funéraires de Nicolas III, Madeleine de l'Aubespine et son époux Nicolas IV, dans l'église de Notre-Dame-de-la-Nativité à Magny-en-Vexin

Il épouse en 1561 Madeleine de L’Aubespine, née le 21 mai 1546, morte le 17 mai 1596 à Villeroy. Elle est la fille de Claude de L’Aubespine, seigneur de Chasteauneuf, secrétaire d’État, et de Jeanne Bochetel. Elle lui donne son fils unique:
- Charles de Neufville marquis de Villeroy (mort âgé de 75 ans le 17 janvier 1642)[14]

## Œuvre
Il écrit ses mémoires pendant la période où il est secrétaire d'état, dans Mémoires d'estat paru en 1622 et 1623.

## Titres
Il est seigneur de la Chapelle la Reine (16 septembre 1597), Chevannes, Fontenay-Le-Vicomte, Magny-en-Vexin, Champcueil et Saint-Fargeau.

## Armoiries
| Blason | Blasonnement : D'azur au chevron d'or, accompagné de trois croisettes ancrées du même. |